# David Rozehnal
David Sebastian Klement Rozehnal (n. 5 iulie 1980) este un fotbalist ceh care joacă pe postul de fundaș pentru clubul de amatori Sokol Kožušany. El a jucat în trecut pentru mai multe cluburi europene, jucând peste 400 de meciuri într-o carieră de aproape două decenii și s-a retras din fotbalul profesionist în aprilie 2018.

## Cariera pe echipe
Rozehnal și-a început cariera la SK Sigma Olomouc, unde meciurile bune l-au făcut să fie convocat echipa sub 21 de ani a Cehiei. În 2003, a semnat cu gruparea belgiană Club Brugge. În 2004, Rozehnal a jucat pentru Cehia la Campionatul European, în care echipa sa a ajuns la semifinale, fiind eliminată de Grecia. A câștigat Cupa Belgiei în primul său sezon cu Brugge și Prima Ligă Belgiană în 2005. El a semnat cu Paris Saint-Germain în iunie 2005.
Rozehnal a jucat în toate cele trei meciuri ale Cehiei la Campionatul Mondial din 2006 și este cel de-al 33-lea jucător ca număr de selecții din naționala țării sale. La Paris Saint Germain, în sezonul 2006-2007, a fost numit jucătorul anului. Forma sa a bună l-a făcut să fie urmărit de echipe precum Borussia Dortmund, Newcastle United și Sevilla. În 2007 Newcastle i-a făcuto ofertă.

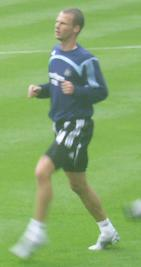
Rozehnal antrenându-se pentru Newcastle.

Pe 22 iunie 2007, impresarul jucătorului a confirmat transferul la Newcastle United. El a fost supus unui control medical la 25 iunie, iar Newcastle a confirmat că transferul a fost finalizat la 29 iunie, pentru suma de 2,9 milioane de lire sterline.
La 11 august, Rozehnal a debutat pentru Newcastle împotriva lui Bolton Wanderers.
Rozehnal a părăsit-o pe Newcastle pentru Lazio, unde a fost împrumutat până la sfârșitul sezonului 2007-2008, la 31 ianuarie 2008, în ciuda faptului că a fost adus în iunie 2007. După ce a jucat de șapte ori pentru Lazio în timpul perioadei cât a fost împrumutat, nu se știa sigur dacă jucătorul va continua la echipa italiană. La 9 iunie 2008, Lazio a anunțat în mod oficial că l-a transferat definitiv pe Rozehnal, iar Newcastle a recuperat suma de 2,9 milioane de lire sterline pe care o plătise inițial pentru fundaș.
După numai un an în Italia, Rozehnal a plecat de la SS Lazio, pe 29 iulie 2009, la clubul  Hamburger SV din Bundesliga, cu care a semnat un  contract valabil până pe 30 iunie 2012. După un sezon prostă, cu câteva greșeli grave făcute de către Rozehnal, a fost scos din lot și i s-a cerut să-și găsească un nou club. La 31 august 2010, HSV a confirmat faptul că Rozehnal va pleca la echipa franceză Lille OSC pe un împrumut gratuit de un an, iar clubul german va plăti o parte din salariu. În timp ce juca la Lille, echipa sa a ajuns la finala Coupe de France din 2011, unde s-a confruntat cu fosta sa echipă PSG. Lille a triumfat cu 1-0 în finală, câștigând pentru prima dată Cupa Franței din 1955 încoace. După sezonul 2010-2011 la Lille, Rozehnal a fost transferat permanent de Lille.
Rozehnal s-a retras din fotbalul profesionist la 4 aprilie 2018 și s-a alăturat echipei Sokol Kožušany, care joacă în liga a șaptea din Cehia. Fratele său, Marek, joacă, de asemenea, pentru același club. El și-a făcut debutul pentru club în următorul weekend.

## Cariera la națională
Rozehnal și-a reprezentat țara sa la Euro 2004, Campionatul Mondială din 2006 și Euro 2008.

## Viața personala
Rozehnal este căsătorit cu Petra cu care are un copil, Luka, care s-a născut la 3 octombrie 2007.